# Lista de primeiros-ministros de Burquina Fasso

Escudo do Burquina Fasso

O posto de primeiro-ministro de Burquina Fasso foi criado em 1971, quando o país ainda se chamava Alto Volta. O primeiro-ministro de Burquina Fasso é escolhido pela presidente com o consenso da legislatura. O poder executivo é partilhado entre o primeiro-ministro e o presidente.
Lista
| Primeiro Ministro                     | Início do mandato       | Fim do Mandato                   |
| ------------------------------------- | ----------------------- | -------------------------------- |
| Gérard Kango Ouedraogo                | 13 de fevereiro de 1971 | 8 de fevereiro de 1974           |
| Sangoulé Lamizana                     | 8 de fevereiro de 1974  | 7 de julho de 1978               |
| Joseph Conombo                        | 7 de julho de 1978      | 25 de novembro de 1980           |
| Saye Zerbo                            | 25 de novembro de 1980  | 7 de novembro de 1982            |
| inexistente                           | 7 de novembro de 1982   | 10 de janeiro de 1983            |
| Thomas Sankara                        | 10 de janeiro de 1983   | 17 de maio de 1983               |
| inexistente                           | 17 de maio de 1983      | 16 de junho de 1992              |
| Youssouf Ouedraogo                    | 16 de junho de 1992     | 22 de março de 1994              |
| Roch Marc Christian Kaboré            | 22 de março de 1994     | 6 de fevereiro de 1996           |
| Kadré Désiré Ouedraogo                | 6 de fevereiro de 1996  | 7 de novembro de 2000            |
| Paramanga Ernest Yonli                | 7 de novembro de 2000   | 4 de junho de 2007               |
| Tertius Zongo                         | 4 de junho de 2007      | 18 de abril de 2011              |
| Luc-Adolphe Tiao                      | 18 de abril de 2011     | 30 de outubro de 2014            |
| vago                                  | 30 de outubro de 2014   | 19 de novembro de 2014           |
| Yacouba Isaac Zida (interino)         | 19 de novembro de 2014  | 16 de setembro de 2015           |
| vago                                  | 16 de setembro de 2015  | 23 de setembro de 2015           |
| Yacouba Isaac Zida (interino)         | 23 de setembro de 2015  | 29 de dezembro de 2015           |
| vago                                  | 29 de dezembro de 2015  | 6 de janeiro de 2016             |
| Paul Kaba Thieba                      | 6 de janeiro de 2016    | 19 de janeiro de 2019            |
| Christophe Joseph Marie Dabiré        | 21 de janeiro de 2019   | 10 de dezembro de 2021           |
| Lassina Zerbo                         | 10 de dezembro de 2021  | 24 de janeiro de 2022 (deposto)  |
| Albert Ouédraogo                      | 3 de março de 2022      | 30 de setembro de 2022 (deposto) |
| Apollinaire Joachim Kyélem de Tambèla | 21 de outubro de 2022   | 7 de dezembro de 2024            |
| Jean Emmanuel Ouédraogo               | 7 de dezembro de 2024   | presente                         |